# 여호민
여호민(1978년 5월 29일 ~ )은 대한민국의 배우이다. 2003년 SBS 공채 10기 탤런트로 입문하였는데 으며 1998년 세계연극제 개막작인 <오우제> 등에 출연하며 연기력을 인정받았다.

## 학력
- 서울송전초등학교
- 신천중학교
- 영동고등학교
- 동아방송예술대학 방송연예과

## 연기 활동

### 드라마
- 2004년 SBS 주말 특별기획 《발리에서 생긴 일》 ... 정재민의 친구 역
- 2004년 SBS 드라마 스페셜 《햇빛 쏟아지다》 ... 사채업자 역
- 2004년 SBS 주말 특별기획 《폭풍 속으로》 ... 재서 역
- 2004년 KBS2 수목드라마 《해신》 ... 백경 역
- 2006년 MBC 창사특별기획 《주몽》 ... 오이 역
- 2007년 MBC 미니시리즈 《에어시티》 ... 위조지폐범 역(특별출연)
- 2008년 SBS 드라마 스페셜 《온에어》 ... SBC 촬영감독, 홍성규 역
- 2008년 MBC 미니시리즈 《종합병원 2》 ... 민태혁 역
- 2009년 KBS2 미니시리즈 《아이리스》 ... 테러리스트 오광수 역
- 2009년 SBS 드라마 스페셜 《태양을 삼켜라》 ... 장세돌 역
- 2010년 MBC 창사특별기획 《동이》 ... 오호양 역
- 2011년 SBS 미니시리즈 《마이더스》 ... 김도현의 친구 역
- 2011년 MBC 창사특별기획 《빛과 그림자》 ... 조명국의 비서 역
- 2012년 MBC 대하드라마 《무신》 ... 조숙창 역
- 2012년 KBS2 미니시리즈 《각시탈》 ... 유시 이시다 역
- 2013년 MBC 일일연속사극 《구암 허준》 ... 천양태 역
- 2013년 SBS 드라마스페셜 《너의 목소리가 들려》 ... 경찰 역
- 2014년 KBS2 미니시리즈 《감격시대: 투신의 탄생》 ... 마당가 역(‡)
- 2014년 MBC 월화드라마 《트라이앵글》 ... 공수창 역
- 2014년 KBS2 미니시리즈 《힐러》 ... 차형사 역
- 2016년 MBC 창사특별기획 《옥중화》 ... 정난정의 호위무사 동창 역

### 영화
- 1998년 《쉬리》 ... OP 특공 역
- 2008년 《미인도》 ... 심 화원 역
- 2009년 《해운대》 ... 준하 역 (천만영화)
- 2011년 《퍼펙트 게임》 ... 수석 1 역
- 2012년 《네모난원》 ... 영욱 역
- 2015년 《베테랑》 ... 김 원장 역 (천만영화)
- 2016년 《멜리스》 ... 박 형사 역

### 뮤직비디오
- 2007년 이정현 - 러브 미

## 예능
- 2012년 SBS 《추석특집 스타 애정촌 시즌 3》